# Джерело № 1 (урочище «Занька»)
Джерело № 1 — гідрологічна пам'ятка природи місцевого значення. Об'єкт розташований на території Воловецького району Закарпатської області, урочище «Занька» ДП «Воловецьке ЛГ», Нижньоволовецьке лісництво, квартал 1, виділ 42.
Площа — 3 га, статус отриманий у 1984 році. Рішення Закарпатського облвиконкому від 23.10.1984 р. № 253). 
Охороняється джерело мінеральної води та прилегла територія. Вода вуглекисла, гідрокарбонатно-натрієва. Загальна мінералізація - 1,2 г/л, придатна ля лікування захворювань органів травлення.